# Почтовое (Житомирская область)
Почто́вое (укр. Поштове) — посёлок на Украине, находится в Чудновском районе Житомирской области.
Код КОАТУУ — 1825882804. Население по переписи 2001 года составляет 29 человек. Почтовый индекс — 13256. Телефонный код — +380 4139. Занимает площадь 0,496 км².

## История
В 1946 году указом ПВС УССР хутор Хуторско-Почтовый переименован в Почтовый.

## Адрес местного совета
13256, Житомирская область, Чудновский р-н, с. Жеребки, ул. 50-летия Октября, 1